# Валутино
Валутино — деревня в Смоленском районе Смоленской области России. Входит в состав Корохоткинского сельского поселения. Население — 740 жителей (2022 год).
Расположена в западной части области в 2 км к востоку о
т Смоленска, в 2,5 км южнее автодороги Р134 «Старая Смоленская дорога» Смоленск — Дорогобуж — Вязьма — Зубцов, на крутом берегу реки Колодня. В 2 км западнее деревни расположена железнодорожная станция Смоленск-Сортировочный на линии Москва — Минск.
В деревне есть памятник воинам 1632-1634 с потрясающим видом на город.

## История
7 (19) августа 1812 года около деревни произошло оборонительное сражение русского арьергарда против французов.
В годы Великой Отечественной войны деревня была оккупирована гитлеровскими войсками в июле 1941 года, освобождена в сентябре 1943 года.